# 棒跃蛛
棒跃蛛（学名：Sitticus clavator）为跳蛛科跃蛛属的动物。在中国大陆，分布于甘肃等地。该物种的模式产地在甘肃。